# Dongzhi (solarperiod)
Dōngzhì (pīnyīn), Tōji (rōmaji) eller Dongji (romaja) (kinesiska och japanska: 冬至; koreanska: 동지; vietnamesiska: Đông chí; bokstavligen ”vintersolståndet”) är den tjugoandra solarperioden i den traditionella östasiatiska lunisolarkalendern (kinesiska kalendern), som delar ett år i 24 solarperioder (節氣). Dongzhi börjar när solen når den ekliptiska longituden 270°, och varar till den når longituden 285°. Termen hänvisar dock oftare till speciellt den dagen då solen ligger på exakt 270° graders ekliptisk longitud. I den gregorianska kalendern börjar dongzhi vanligen omkring den 21 december (ofta 22 december ostasiatisk tid) och varar till omkring den 5 januari.
Liksom dagjämningarna, markerar solstånden (traditionell kinesiska: 至點; förenklad kinesiska: 至日; bokstavligen ”extrem sol”) mitten av östasiatiska kalendersäsonger. Således, i 冬至, betyder det kinesiska tecknet 至 ”extrem”, och termen för vintersolståndet har en direkt betydelse som vinterns toppunkt, liksom ”midvinter” på svenska.
I Kina firades dongzhi ursprungligen som en slut-på-skördefest. Idag firas dongzhi med en släktträff under den långa natten, och rosa och vit tangyuan äts i söt buljong för att symbolisera familjesammanhållning och välstånd.

## Pentader
Varje solarperiod kan indelas i tre pentader (候): Första pentaden (初候), andra pentaden (次候) och sista pentaden (末候). Ett år har alltså 72 pentader och för dongzhi gäller:
- Första pentaden: 蚯蚓結 (”daggmaskar bildar knutar”) – hänvisar till daggmaskarnas vinterdvala.
- Andra pentaden: 麋角解 (”hjortdjur fäller sina gevir”)
- Sista pentaden: 水泉動 (”vårvattnet är i rörelse”)